# Morton (Texas)
Morton is een plaats (city) in de Amerikaanse staat Texas, en valt bestuurlijk gezien onder Cochran County.

## Demografie
Bij de volkstelling in 2000 werd het aantal inwoners vastgesteld op 2249.
In 2006 is het aantal inwoners door het United States Census Bureau geschat op 1914, een daling van 335 (-14,9%).

## Geografie
Volgens het United States Census Bureau beslaat de plaats een oppervlakte van
3,7 km², geheel bestaande uit land. Morton ligt op ongeveer 1146 m boven zeeniveau.

## Plaatsen in de nabije omgeving
De onderstaande figuur toont nabijgelegen plaatsen in een straal van 40 km rond Morton.